# 메시지팩
메시지팩(MessagePack)은 컴퓨터 데이터 교환 형식이다. 배열 및 연관 배열과 같은 간단한 자료 구조를 표현하기 위한 이진 형식이다. 메시지팩은 가능한 한 작고 단순한 것을 목표로 한다. 공식 구현은 C, C++, C 샤프, D, 얼랭, Go, 하스켈, 자바, 자바스크립트(Node.js), 루아, OCaml, 펄, PHP, 파이썬, 루비, 러스트, 스칼라, 스몰토크, 스위프트와 같은 다양한 언어로 제공된다.

## 같이 보기
- 아파치 스리프트
- 아파치 아브로
- BSON
- PostgreSQL
- JSON
- 프로토콜 버퍼
- YAML
- 외부 데이터 표현